# 1219 w polityce

Flaga Danii. Na jej wzór utworzono flagi wszystkich innych krajów skandynawskich

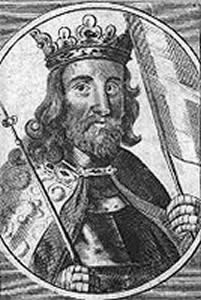
Waldemar II Zwycięski

Wydarzenia polityczne w 1219 roku.

## Wydarzenia
- Władysław Odonic i Świętopełk, ks. gdański, zawarli sojusz przeciw Władysławowi Laskonogiemu i Leszkowi Białemu[1][2].
- Waldemar II Zwycięski, król Danii, podbija Estonię. Legenda głosi, że na niebie ukazuje mu się znak w postaci białego krzyża na czerwonym tle, który przyjmuje za flagę swojego kraju.
- 5 listopada krzyżowcy zdobywają Damiettę[3].

## Urodzili się
- Krzysztof I, król Danii[4].